# Hit Mania Special Edition 2016
Hit Mania Special Edition 2016 è una compilation di artisti vari facente parte della serie Hit Mania uscita il 14 Ottobre 2016.
È stata pubblicata sia in versione singola (2 CD + rivista), sia in versione cofanetto (4 CD + rivista) dove oltre "Hit Mania Special Edition 2016" e "Hit Mania Special Edition 2016 Club Version" troverete anche il CD3: "DEEP HOUSE PARTY Special 2016" e il CD4: "EDM Electronic Dance Music".
La compilation è stata mixata dal DJ Mauro Miclini.
La copertina è stata curata e progettata da Gorial.

## Tracce CD1
1. LP - Lost On You (Addal Remix)
2. Klingande feat. M-22 - Somewhere New
3. Manuel Riva & Eneli - Mhm Mhm
4. Tresor - Never Let Me Go (Spada Remix Radio Edit)
5. Jonas Blue feat. JP Cooper - Perfect Strangers
6. Axwell & Shapov - Belong
7. Martin Solveig feat. Okay Maidza - Do It Right
8. Gabry Ponte feat. Danti - Ma che ne sanno i 2000
9. Shorty - Vazilando (Feat. El Boni)
10. DNCE - Toothbrush
11. EM PI feat. Sany Q - The Spirits Of Sound
12. Matteo Sica feat. Irina Arozarena - Asì Los Dias
13. Steven May & Rohand - Dream Again
14. MT Bros - Alright (feat. Nathan Brumley) (Original Mix)
15. MC Brilant - En Face (Heartmode Edit Mix)
16. DJ Skipper - Around We Go
17. Jacopo - I Need To Know (Radio Edit)
18. Nina Hills - Angels (Original Mix)
19. Dee Max - Be Freedom
20. Steven Soprano - The Last Time
21. Marracash feat. Guè Pequeno - Insta Lova
22. Cris Cab - Bada Bing
23. John Newman - Ole
24. Shawn Mendes - Treat You Better

## Tracce CD2
1. Felipe Romero - Tu Me Miras (Enea Marchesini Remix Edit)
2. Aisha vs Matteo Sala - Borderline
3. Biagio Lisanti & Junior Paes - Nobody Else
4. Besford - Desire (Radio Edit)
5. Sync Lovers feat. Nya - Dirty (Steven Prox Remix)
6. Stephan Vegas & Rizzo DJ Feat. Faith - Let You Go (Radio Edit)
7. Viola G. feat. C&C - This Is The Time
8. Derek Flynz - Badabem
9. Nina Hills - Charleston (Original Mix)
10. Miko M. - The Violin Of Sex (Original Mix)
11. Mark Storm - Dancefloor (Original Mix)
12. Max Fortuna & DJ Duay feat. Nathali Alomia - La Chica Loca (Radio Mix)
13. Dyarno - Are You Ready (Extended Mix)
14. Elaic feat. Sara - Don't Leave Me Alone (Radio Edit)
15. Piccolo & Di Salvo feat. Melly Holsen - Love Again
16. Nashback vs Monaco - You Are My Music
17. Goldenbeatz & Takahiro Yoshihira feat. Bodhi Jones - The Best Is Yet To Come (Goldenbeatz Remix)
18. Vivian Darkangel vs Joe Marzetto - Nuage
19. Christian Gheri feat. Angelo Corvino - Snoopy
20. Giovanni Russo - My Summer (feat. Nathan Brumley)
21. Gaja - Waiting (Radio Edit)
22. Carlo Esse feat. Bellitto - In My Arms
23. Jajo - Do You Love Me (Radio Edit)